# Spirostreptus collectivus
Spirostreptus collectivus är en mångfotingart som beskrevs av Carl Graf Attems 1903. Spirostreptus collectivus ingår i släktet Spirostreptus och familjen Spirostreptidae. Inga underarter finns listade i Catalogue of Life.